# Eta Canis Minoris
Eta Canis Minoris (η Canis Minoris, förkortat Eta CMi, η CMi) som är stjärnans Bayerbeteckning, är en dubbelstjärna belägen i den södra delen av stjärnbilden Lilla hunden. Den har en skenbar magnitud på 5,25 och är synlig för blotta ögat där ljusföroreningar ej förekommer. Baserat på parallaxmätning inom Hipparcosuppdraget på ca 10,3 mas, beräknas den befinna sig på ett avstånd på ca 318 ljusår (ca 98 parsek) från solen.

## Egenskaper
Primärstjärnan Eta Canis Minoris A är en gul till vit jättestjärna av spektralklass F0 III. Den har en massa som är ca 2,2 gånger större än solens massa, en radie som är ca 4,7 gånger större än solens och utsänder från dess fotosfär ca 58 gånger mera energi än solen vid en effektiv temperatur på ca 7 500  K.
Följeslagaren, η Canis Minoris B, är en stjärna av 11:e magnituden som ligger 4 bågsekunder från primärstjärnan, motsvarande ett avstånd på 440 AE, och har en omloppsperiod på omkring 5 000 år.